# Rafael Ramírez (Maler)
Rafael Ramírez (Künstlername: Rafael Ramírez-Máro; * 1959 in Lima/Peru) ist ein peruanischer Maler. Er lebt und arbeitet schwerpunktmäßig im Raerener Ortsteil Hauset in Ostbelgien.

## Leben und Wirken
Ramirez ist der Sohn des peruanischen Künstlers Antonio Máro und dessen deutscher Ehefrau Susanne Quellmalz. Bereits ab dem Alter von 12 Jahren lernte er die Grundlagen der Malerei im Atelier seines Vaters, das dieser 1979 in der ehemaligen Villa Bohlen im belgischen Hauset am Ufer der Göhl, das während des Zweiten Weltkrieges als Quartier von General Dwight D. Eisenhower diente, eingerichtet hatte.
Nachdem Ramírez im Jahr 1980 sein Abitur in Mettmann nachgeholt hatte, studierte er zunächst an der Kunstakademie Düsseldorf Malerei bei Hannelore Köhler und anschließend ab 1984 bei Pierre Deuse am Institut Saint-Luc in Lüttich sowie ab 1986 an der Köln International School of Design bei Hubert Schaffmeister und Hans Rolf Maria Koller. Um seine Kenntnisse für die Erstellung der großen literarischen Bilderzyklen zu vertiefen, schloss er von 1988 bis 1994 noch ein Studium der Kunstgeschichte, Philosophie und Germanistik an der RWTH Aachen an. Zugleich unternahm er Studienreisen zu den bedeutendsten Museen der Welt, wobei er sich mit den Techniken der Alten Meister intensiv beschäftigte und seine Kenntnisse darin vertiefte.

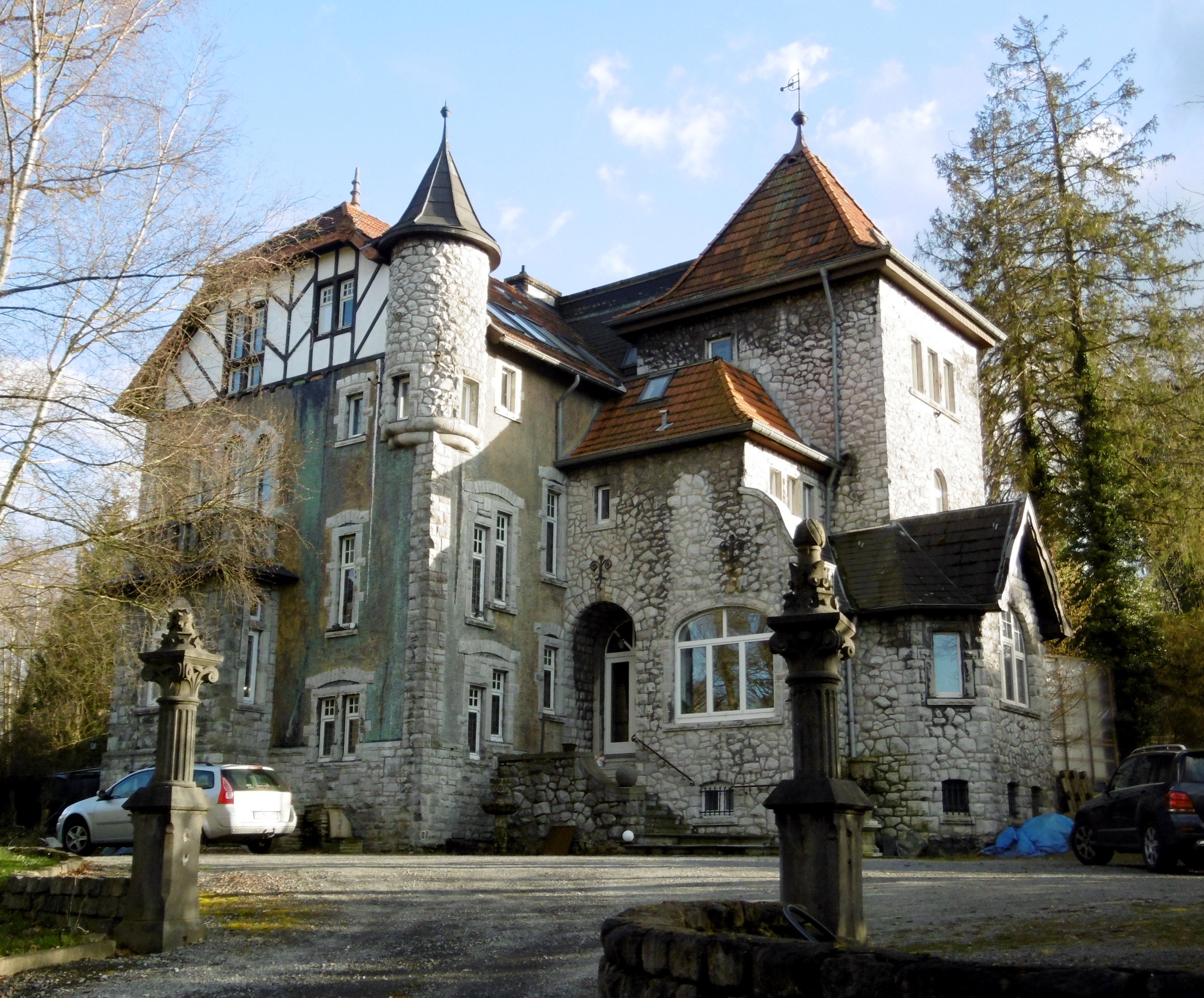
Wohnsitz, Atelier und Ramírez-Akademie in Hauset

Seit Beginn seines Studiums arbeitet Ramírez, anfangs noch nebenher und später hauptberuflich, als „Freier Künstler“ im Atelier seines Vaters, dabei bis 2014 auch an gemeinsamen Projekten mit ihm für den öffentlichen Raum. Dort gründete er im Jahr 2011 das „Ramírez-Máro-Institut“, das als Treffpunkt internationaler Künstler für Ausstellungen, Projektideen und zum Informationsaustausch dient.
Darüber hinaus ist Ramírez seit 2003 Mitglied der „Fundación Arte y Autores Contemporáneos“ in Madrid sowie im „Algemeen Kristelijk Kunstenaarsverbond“ (AKKV; deutsch: Allgemeiner christlicher Künstlerverband) in den Niederlanden.
Im Hause Ramírez spielt die Musik eine große Rolle, wobei vor allem Rafael als Geiger, begleitet von seinem Vater am Klavier gelegentlich öffentlich als Duo auftreten und Musik von der Klassik bis zum Jazz darbieten. Zu der künstlerisch-musischen Ausrichtung der Familie passt, dass Rafaels jüngerer Bruder Alexander-Sergei Ramírez (* 1962) Hochschullehrer für Gitarre an der Robert Schumann Hochschule Düsseldorf und sein jüngster Bruder Benjamin Ramírez Violinist an der Hochschule für Musik und Tanz Köln und mit der dortigen Geigerin und Hochschullehrerin Ute Hasenauer verheiratet ist.

### Ramírez-Máro-Institut
Das im Jahr 2011 gegründete „Ramírez-Máro-Institut“ (RMI) versteht sich als Familienunternehmen, in dem die unterschiedlichen künstlerischen Bestrebungen gebündelt werden. Das RMI pflegt zudem einen speziellen künstlerischen Austausch mit dem Fürstenhaus Khevenhüller in Kärnten, auf dessen Burg Hochosterwitz seit 2010 jährlich bedeutende Ausstellungen organisiert werden. Von besonderer Bedeutung ist ferner die Zusammenarbeit des RMIs mit den Initiatoren der Euriade, einem Festival des Dialogs, bei dem seit 2002 jährlich in der Abtei Rolduc in Kerkrade die Martin-Buber-Plakette an internationale Persönlichkeiten verliehen wird.
Darüber hinaus kooperiert das RMI mit dem europäischen Campus der bisher nicht akkreditierten „Martin-Buber-Universität Brüssel“ und organisiert neben Ausstellungen auch Vorlesungen im eigenen Gebäude, die unter anderem von dem Humanpädagogen Werner Janssen und von Rafael Ramírez selbst, aber auch von Gastprofessoren und Spezialisten aus dem Bereich der Kunst, Musik und Literatur gehalten werden.
Ein breites Spektrum bietet das RMI in der Auseinandersetzung mit der Musik, im Rahmen dessen zumeist die eigenen Familienmitglieder, im Besonderen die Brüder von Rafael Ramírez und ihre Partnerinnen sowie befreundete Musiker wie beispielsweise Sheila Arnold, Vorlesungen und Kurse über Instrumentalkunde und Musikwissenschaften anbieten oder Konzertabende veranstalten.
Die dem Institut angeschlossene „Ramírez-Máro-Akademie“ ergänzt das Programm des RMIs und bietet Kunstseminare und Intensivkurse auf dem Gebiet der verschiedenen Maltechniken unter der Leitung renommierter Künstler wie beispielsweise die Malerin und Bildhauerin Stephanie Binding an.

## Werke (Auswahl)

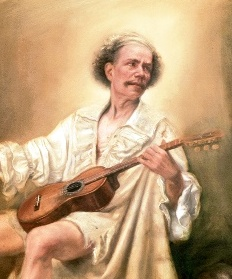
Bildausschnitt aus Los ultimos años de Ximénez

Das Œuvre von Ramírez Werken erstreckt sich vom rein abstrakten bis zum klassischen Repertoire. Dabei prägte ihn vor allem die Arbeit mit seinem Vater, der in seinen Werken eine Verknüpfung seiner heimatlichen Kultur mit der Kultur Europas anstrebte und in überzeugender Weise umsetzte. Als absoluter Familienmensch war Rafael Ramírez im Zeitraum von 1972 bis 2014 sehr in die Arbeit seines Vaters eingebunden und er realisierte mit ihm gemeinsam in den 1980er-Jahren Ausstellungsarbeiten für die Biennale von São Paulo und die Biennale di Venezia. Im Jahr 1978 folgten das gemeinsam erstellte Bild „Inti huatana“ („Rastplatz der Sonne“) in Meinerzhagen, das mit seinem Format von 6 × 20 m eines der größten Ölgemälde des 20. Jahrhunderts ist, sowie ein Jahr später der Auftrag für vier großformatige Ölbilder (2 × 3 m) für das Foyer der Stadthalle in Hilden.
Ein Schwerpunkt seiner eigenen Arbeiten wurde die Porträtmalerei und er erhielt zahlreiche Aufträge für Porträts bedeutender Persönlichkeiten der Geschichte, darunter Michail Gorbatschow und seiner Frau Raissa, der Prinzessin Haya von Jordanien, des Philosophen Martin Buber, der Miss Universum 2002 Oxana Gennadjewna Fjodorowa, der Schriftstellerin Waris Dirie und der Schauspielerin Shawne Fielding, aber auch einiger Bürgermeister aus Stolberg wie beispielsweise Hermann-Josef Kaltenborn, Wolfgang Henning und Hans Fischer.
Darüber hinaus entstanden mehrere Bilderzyklen, in denen Ramírez seine Vielfalt der eigenen Studiengänge einfließen lassen konnte, darunter über:
- Don Quijote, Woyzeck, Julius Cesar, Mythologie und Karneval im Bereich Literatur,
- Mozart, Bach, Ballett, Flamenco, Tango und Ausdruckstanz im Bereich Musik
- Holocaust,[7] Spanischer Bürgerkrieg, Immigration, Gewalt der Geschlechter und Gewalt gegen Kinder im Bereich Geschichte und Zeitgeschichte
- Papst Johannes Paul II., Therese von Lisieux und Yoga im Bereich Religion und Spiritualität.

## Ausstellungen (Auswahl)
Zahlreiche Einzel- und Gruppenausstellungen in Deutschland, Belgien, den Niederlanden, in Spanien, Österreich, Italien, Frankreich, in der Schweiz, in den USA und in Perú begleiten die Künstlerlaufbahn von Ramírez ebenso wie die Teilnahmen an vielen wichtigen Kunstmessen, darunter:
- Museo Monasterio de San Martiño Pinar in Santiago de Compostela (2003)
- Fundación Arte y Autores Contemporaneos ARAUCO in Chinchón-Madrid (2003, 2004)
- Galleria d’Arte la Pigna im Vatikanstadt (2004)
- Spain Centro Cultural Moncloa in Madrid (2003)
- Echternach Festival (2006)
- Kloster Hornbach in Hornbach (2006)
- Kloster Knechtsteden bei Dormagen (2006, 2007, 2008)
- The Ritz-Carlton Berlin in Berlin (2007)
- Sala Amárica, Vitoria-Gasteiz (2007)
- Schloss Vaalsbroek in Vaals (2007, 2010)
- Museum Zinkhütter Hof in Stolberg (2007, 2008)
- Abtei Rolduc in Kerkrade (2007, 2008, 2010)
- Burg Stolberg – Artibus-Ausstellung in Stolberg (2010)
- Mittelrhein-Museum in Koblenz (2010)
- Hotel National in Moskau (2008)
- Pinakothek der Moderne in München (2008)
- Abtei Prüm in Prüm (2008, 2010)
- Aula Carolina in Aachen (2010)